# Віртуальний тур
Віртуальний тур — послідовність декількох об'єднаних панорамних фотографій, між якими, в процесі перегляду, можна візуально переміщуватись, використовуючи спеціальні переходи, і взаємодіяти з об'єктами, що є частиною зображення, з метою отримання додаткової інформації.
Віртуальний тур з точки зору досягнення результату — спосіб зображення форми об'єкту та його якостей, що базується на технології, яка дозволяє глядачу взаємодіяти з зображенням, тобто в результаті дії на зображення змінювати його, властивості об'єктів, що є його частиною, і отримувати зворотний зв'язок у режимі реального часу; інакше кажучи, це спосіб зображення, що дозволяє зробити перегляд інтерактивним.
Віртуальний тур в маркетингу — ефективний інструмент візуалізації, що дозволяє показати потенційному споживачу його товар або послугу створюючи ілюзію присутності в місці перегляду, таким чином викликаючи яскраві зорові образи. Цей інструмент дозволяє отримати повнішу інформацію про об'єкт перегляду..

## 3D-тур
3D-тур — представлення приміщення, комплексу приміщень або певної місцевості користувачу з допомогою певних програмних засобів «від першого лиця» (тривимірне панорамне зображення об'єктів). Це інтерактивна функція, що дозволяє створити ефект присутності в тій або іншій точці. В основному 3D-тури створюються з допомогою панорам, спроектованих на прості 3D-об'єкти типу сфери або циліндра з навігацією між ними.